# Nínamo
Nínamo är en ort i Mexiko.   Den ligger i kommunen Santiago el Pinar och delstaten Chiapas, i den sydöstra delen av landet, 700 km öster om huvudstaden Mexico City. Nínamo ligger 1 714 meter över havet och antalet invånare är 486.
Terrängen runt Nínamo är kuperad söderut, men norrut är den bergig. Terrängen runt Nínamo sluttar norrut. Runt Nínamo är det ganska tätbefolkat, med 166 invånare per kvadratkilometer. Närmaste större samhälle är Bochil, 19,8 km väster om Nínamo. Omgivningarna runt Nínamo är en mosaik av jordbruksmark och naturlig växtlighet.